# Notre-Dame-des-Prairies
Notre-Dame-des-Prairies é uma cidade localizada na província de Quebec no Canadá.